# Dokuchaevita
La dokuchaevita és un mineral de la classe dels fosfats. Rep el nom per Vasily Vasilyevich Dokuchaev (1 de març de 1846 a Milyukovo, governació de Smolensk - 8 de novembre de 1903 a Sant Petersburg), geòleg i geògraf rus, a qui se li atribueixen les bases de la ciència del sòl.

## Característiques
La dokuchaevita és un vanadat de fórmula química Cu₈O₂(VO₄)₃Cl₃. Va ser aprovada com a espècie vàlida per l'Associació Mineralògica Internacional l'any 2018, sent publicada per primera vegada el 2019. Cristal·litza en el sistema triclínic. La seva duresa a l'escala de Mohs és 2. Es troba relacionada químicament, i d'alguna manera també estructuralment, amb la yaroshevskita. També és químicament similar a l'averievita. No s'ha de confondre amb la dokuchaevita (de Sumin), una varietat de delafossita.
L'exemplar que va servir per a determinar l'espècie, el que es coneix com a material tipus, es troba conservat a les col·leccions del museu mineralògic de la Universitat Estatal de Sant Petersburg (Rússia), amb el número d'espècimen: 1/19664.

## Formació i jaciments
Va ser descoberta a la fumarola Iadovítaia, situada al segon con d'escòria de l'avanç nord de la Gran erupció fissural del volcà Tolbàtxik, al krai de Kamtxatka (Rússia). També ha estat descrita al dipòsit de coure de Mednorudyanskoye, a l'óblast de Sverdlovsk (també a Rússia), i al districte miner de Dzhezkazgan, al Kazakhstan. Aquests tres indrets són els únics de tot el planeta on ha estat descrita aquesta espècie mineral.